# Tamopsis tropica
Espèce
Tamopsis tropica est une espèce d'araignées aranéomorphes de la famille des Hersiliidae.

## Distribution
Cette espèce est endémique d'Australie. Elle se rencontre dans le Nord du Queensland et dans le Nord-Est du Territoire du Nord. 

## Description
Le mâle mesure 3,7 mm et la femelle 3,8 mm.

## Publication originale
- Baehr & Baehr, 1987 : The Australian Hersiliidae (Arachnida: Araneae): Taxonomy, phylogeny, zoogeography. Invertebrate Taxonomy, vol. 1, no 4, p. 351-437 (texte intégral).